# Liste des membres connus du Club des Cordeliers
Cet article indique la liste des membres connus du Club des cordeliers ou  Société des Amis des droits de l’homme et du citoyen fondée à Paris en avril 1790 et dont l'activité cesse définitivement entre mai et juin 1795.
Aucune liste officielle des membres du Club des Cordeliers n’ayant été préservée pour la période de 1790 à 1795, leur identification repose sur l'examen de diverses sources primaires telles que les procès-verbaux, journaux, pétitions et directives, confrontées à des travaux historiques. Bien que fragmentaire et parfois incertaine, cette reconstitution permet d'esquisser l'évolution numérique du personnel du club et de la diversité de ses membres.
- Haut – A
- B
- C
- D
- E
- F
- G
- H
- I
- J
- K
- L
- M
- N
- O
- P
- Q
- R
- S
- T
- U
- V
- W
- X
- Y
- Z

## A
- Alix, graveur[1]
- Jean-Bapstiste Ancard[2] ou Hancart (Grenoble, 1742 - Paris, le 24 mars 1794)[3], coupeur de gant puis employé au service des Émigrés[4], président le 15 mars 1794.
- Antoine, chargé de rédiger une adresse à l'assemblée pour demander la déchéance du roi, le 15 juillet 1792.
- Annaux ou Annaut mentionné comme secrétaire lors de la séance du 31 aout 1793, membre en août 1794.
- Aubry, membre en août 1791[5].
- Augé, gendarme, président de la société populaire de la section Marat, commissaire du Club le 12 décembre 1793, présent le 20 décembre 1793. Proche de Vincent, arrêté par le Comité de Surveillance de Bordeaux[6].
- Antoine Auvray dit Saint-Preux (1746, Versailles), comédien et militaire, proche de Vincent et Ronsin, représentant en mission de l'Armée d'Italie, agent du Conseil exécutif à Bayonne[7], directeur du Théâtre de l’Égalité puis du Théâtre des Jeunes Artistes en 1795.
- Avenarc, membre en juin 1791.
- Ayser, marchand fourreur

## B
- François Baigué ou Baigu[8], gendarme.
- François Louis Gabriel Balistand, maître tailleur, signataire d'un arrêté pour la défense de Marat le 12 février 1791[9].
- Barbe, militaire[1], membre en août 1794 après l'épuration.
- Barbier, horloger, membre dès janvier 1791[9],[10].
- François Barère[11], commissaire du Club en mai 1790, signataire du bail de la rue Dauphine en mai 1791.
- Pierre-François Baron, chapelier[1] l'un des signataires du bail de la rue Dauphine en mai 1791[12], commissaire du Club le 7 avril 1792, témoin à charge dans le procès des Hébertistes[13].
- Barthe, cuisinier, également membre des Jacobins, réclamé de prise de corps après la fusillade du Champ-de-Mars.
- Barthélémy[14]
- Baschet, signataire d'un arrêté pour la défense de Marat le 12 février 1791[9].
- Baubasse, membre fondateur[15].
- Baylac, religieux chartreux, signataire d'un arrêté pour la défense de Marat le 12 février 1791[9].
- Beaumier[16] ou Baumier, publiciste, membre dès novembre 1791[17].
- Jean-Baptiste Belley, député de Saint-Domingue, admis le 20 février 1794.
- Joseph Berger (1744 - ), limonadier de la section du Théâtre-français, signataire d'un arrêté pour la défense de Marat le 12 février 1791[18] puis commissaire du Club le 7 avril 1792.
- Berlioz, membre en aout 1794 après l'épuration.
- Jean-François de Berreyter ou Bereyter (1751, Ducey - 1794), marchand de papiers peints puis de tableaux[1], de la section de l'Unité, en mission dans les départements de la part de Vincent.
- Antoine-Marie Bertrand, négociant, membre jusqu'à l'arrestation d'Hébert en 1794.
- Besson
- Jacques-Nicolas Billaud Varennes
- Joseph Bodon ou Bodson[1], orfèvre, membre en aout 1794 après l'épuration.
- Bonin, membre le 12 mars 1794[19]
- Nicolas Bonneville (1760 - 1828), imprimeur de la section du Théâtre-français, présent à la séance du 27 juillet 1791.
- Bouchan, membre en août 1791[20].
- Antoine Boucher Saint-Sauveur (1723, Paris	- 1806, Bruxelles) maître des eaux et forêts puis avocat de la section du Théâtre-français. Assure la présidence en 1790 et 1791. Exclu en février 1793.
- Boude, signataire d'un arrêté pour la défense de Marat le 12 février 1791[18].
- Bouin ou Boin, commissaire au Châtelet, juge de paix de la Halle aux Blés, membre en février[21] et mars 1794[22],[23], également membre des Jacobins, condamné à la déportation en 1797 comme babouviste.
- Servais Beaudouin Boulanger (1755, Herstal - 1794, Paris), joaillier, canonnier, lieutenant, capitaine de bataillon, ex-adjoint de Ronsin à l'armée révolutionnaire, puis général de Brigade. Membre en 1794[24].
- Bourdin, membre en aout 1794 après l'épuration.
- François-Louis Bourdon dit Bourdon de l'Oise (1758, Rouy-le-Petit -1798 en Guyane) procureur au Parlement de Paris. Exclu en février 1792, son nom est rayé de la liste des membres le 26 janvier 1794.
- Jean-Carles Bourgeois (1768 - 1794, Paris) menuisier, ingénieur[1] puis employé dans les bureaux de la guerre, commandant militaire de la section de Mutius-Scévola[25], membre en février 1794[26]. Convoqué en mars 1794 par tribunal révolutionnaire de Paris comme suspect d'une conjuration.
- Bourse, signataire d'un arrêté pour la défense de Marat le 12 février 1791[18].
- Boussard, sergent major des grenadiers, signataire d'un projet militaire
- Boyère, membre de janvier[27] à aout 1791.
- Brancas, membre en mai 1791[28],[29]
- Mathieu-Jean Brichet[1] (1747 - 1793), de la section du Mail, employé au bureau des assignats, proche de Vincent, employé au ministère de la Guerre, exclu des Jacobins.
- Jean-Étienne (dit Brutus) Brochet (1752 - décédé à Oléron en 1804), garde de la connétablie, juré aux tribunaux révolutionnaires et épicier, préside le 19 septembre 1793, commissaire le 12 décembre 1793, présent en mars 1794[22].
- Guillaume Maire Anne Brune (1763, Brive-la-Gaillarde - 1815, Avignon), ouvrier typographe du district des Cordeliers, associés aux Cordeliers lors de la répression qui suit la fusillade du Champ-de-Mars.

## C
- Jean Louis André Cabin (1758, Chambly - ), perruquier, épicier, membre et commissaire le 27 janvier 1791[30]
- Charles-Nicolas-Joseph Caillez, Cailliez ou Caillet, serrurier, signataire d'un arrêté pour la défense de Marat le 12 février 1791[18].
- Pierre-Jean-Georges Callières de l'Etang (1724, Brain-sur-Allonnes - Paris, 1799), avocat, commandant de bataillon.
- Carathel, membre et commissaire en octobre 1793[31].
- Pierre-Jacques Cally, avocat, commissaire de police et commissaire de bienfaisance.
- Philippe Cardinet, marchand de vin, électeur  de  la  section  de  Clichy, membre en 1794.
- Charles René Sébastien Julian dit Julian de Carentan ou Dracon-Julian, (1764, Carentan) maître d’étude au collège d'Harcourt. Exclu en septembre 1793 « pour différents délits graves dont il n'a pu se laver »[32],[33].
- Carré
- Carette
- Jean-Baptiste Carrier (1756 - 1794), membre de la Convention.
- Cart, mercier[34].
- Cellar, commissaire du Club en janvier 1794.
- Chabroud ou Chaboud, signataire d'une pétition adressée à la Convention en janvier 1794, après les arrestations de Vincent et Ronsin[35].
- Victor de Chaillon, commis, signataire d'un arrêté pour la défense de Marat le 12 février 1791[9].
- Louis-Joseph Champion (1758 -1801), assure le secrétariat les 22 et 30 mai et les 14[36], 18 et 21 juin 1791, électeur de la section des Quatre-Nations, adjoint au département de la Justice en 1793[37]. Dénoncé comme « agent d'Hébert dans sa section, être dangereux et préconisant la clique Vincent » en mars 1794[38].
- Antoine-Joseph Chaney ou Chanet (1757, Estavayer-le-Lac- décédé après 1797), membre dès 1790, arrêté en avril 1791[39].
- Pierre-Gaspard Anaxagoras Chaumette (1763, Nevers - 1794, Paris), journaliste, procureur de la Commune de Paris, reçu aux Cordeliers en septembre 1790.
- Chazé, membre en février 1791.
- Louis-Barthélemy Chenaux ou Chesnaux (1756, Paris - 1797, La Ferté-Loupière) procureur au Châtelet, "soldat" citoyen du district de l'Oratoire, membre du Conseil général de la Commune, membre dès novembre 1792, secrétaire en décembre 1793, préside de façon provisoire le 14 février 1794 après l'arrestation de Momoro[2], entendu par le Tribunal révolutionnaire en avril de la même année.
- Christian, signataire d'un arrêté pour la défense de Marat le 12 février 1791[18].
- Cintex, voir Santex, fondateur de la Société des droits de l'homme et membre des Cordeliers[40].
- Clairdos, membre en juin 1793
- Clochepin[1].
- Cobs
- Codron, membre en juillet 1791[41]
- Collereux
- Collibert ou Colibert, membre en février 1791[42], toujours membre en février 1794[43]. Sans doute le peintre et graveur Nicolas Colibert  (Paris, 1750 – Londres, 1806)[44], membre de la Commune générale des arts[45].
- Collier
- Collieux, signataire d'un arrêté pour la défense de Marat le 12 février 1791[9].
- Antoine Collin (Ganat, 1760 - Gannat, 1834), avocat puis administrateur du département de Paris, secrétaire les 18[36], 22 et 29 mai 1791. Membre fondateur. Président de la Section de la Butte-des-Moulins en 1793.
- Jean-Marie Collot d'Herbois, délégué du Club des jacobins aux Cordeliers.
- Jean-Baptiste Coqueret (1732, Pontoise - 1806, Pontoise), prêtre aux ursulines, professeur au collège de Pontoise.
- Jacques Cordas (1747, Saint-Lô), brodeur.
- Jean-Baptiste Cordier, soldat invalide, vainqueurs de la Bastille, facteur de l'Hôtel des Invalides, membre en octobre 1794[46],[47].
- Cosse, signataire d'un arrêté pour la défense de Marat le 12 février 1791[9].
- Crespin ou Crepin, membre en décembre 1793, accusé en 1797 dans le procès des babouvistes.
- Crosne ou de Crosne, vicaire constitutionnel

## D
- Louis Danyaud ou Dagneau[1], barbier, employé aux bureaux de la Guerre[48], commissaire du Club en décembre 1793[49].
- Jean-Marie Damour, district du Panthéon-Français, commissaire du Club en décembre 1793[49].
- Pierre Damouret, imprimeur, membre en juillet 1791[50], un des signataires de la pétition dite des Cent[51].
- Daneval, nommé commissaire du Club en décembre 1793[49].
- Charles Hilarion Debierne, fourreur, électeur civil puis commissaire révolutionnaire, membre des Cordeliers et des Jacobins[52].
- Jean Decault (1753 - 1800), maître menuisier[53], ébéniste rue des Boucheries-Saint-Germain, signataire d'un arrêté pour la défense de Marat le 12 février 1791[18] l'un des signataires du bail de la rue Dauphine en mai 1791[12], toujours membre en août 1794 après l'épuration.
- Defavanne ou Desavannes, signataire d'un arrêté pour la défense de Marat le 12 février 1791[9], sans doute le futur secrétaire de la section Marseille anciennement Théâtre-Français, puis président de la section Marseille-Marat et administrateurs des subsistances de la Commune de Paris, arrêté en décembre 1793[54].
- Delasalle ou de Lassalle[15], chef de la Garde Nationale de la section des Mathurins.
- Delcloche, inspecteur des hôpitaux militaires[1].
- Delisle, membre en mars 1792[55].
- Delveux, membre en aout 1794 après l'épuration.
- François-Pierre Deschamps (1765, Réville - 1794, Paris), marchand mercier, aide de camp d'Hanriot, membre des Cordeliers puis des Jacobins.
- François Desvieux ou Desfieux (1755, Bordeaux - 1794, Paris), marchand de vin de la section de la Bibliothèque (Lepeletier), président le 14 juin 1791.
- Derrieux[56]
- Deville
- Dubocq, négociant, membre en février 1791, présent aux funérailles de Marat, secrétaire le 20 mai 1793 avec Salvar.
- George Dubois[57], instituteur[1], administrateur du Département de Paris[58].
- Frédéric Pierre Ducroquet (1763, Amiens - 1794, Paris), perruquier, parfumeur puis commissaire aux accaparements de la section Marat en 1794, proche d'Hébert[59].
- Étienne Dufour, avocat, arrêté en février 1794, secrétaire en septembre 1794[60].
- Louis Pierre Dufourny de Villiers (1739, Paris - 1796, Paris), négociant, ingénieur-architecte de la section des Thermes-de-Julien. Un des membres fondateurs, secrétaire en 1790 puis président le 5 mai de la même année, s'éloigne le 2 septembre 1793, puis son nom est rayé de la liste des membres le 26 janvier 1794.
- Duhamel, secrétaire en mai 1794.
- Jacques Antoine Dulaure (1755, Clermont-Ferrand  - 1835, Paris), de la section des Quatre-Nations, secrétaire le 27 avril et le 5 mai 1790, il est l'un des membres fondateurs tout en étant membre de Jacobins qu'il finit par rejoindre entièrement.
- Jean-Baptiste Dulaure dit Lejeune (1761), de la section Théâtre-Français.
- Jean-Honoré Dunouy dit l'aîné (1756, Paris - 1802, Gentilly, Val-de-Marne[61]), ingénieur-géographe, membre dès avril 1791 et secrétaire les 26 juin et le 9 juillet 1791. Présent au Champ-de-Mars, il conserve la pétition du 17 juillet. Il quitte le Club en novembre 1791 pour celui de la Vieille Monnaie. Membre du Conseil de la Commune de Paris en mai 1793, il est révoqué le 3 décembre comme « exagéré »[62] et il tente de se présenter aux Cordeliers le 12 décembre, mais sans succès.
- Dunouy dit Dunouy-Cadet.
- Duplessis-Berteaux, graveur[63].
- Antoine Duret (Roanne, 1754 - Paris, 1794), adjudant général de l'armée révolutionnaire dans le Beaujolais[64].
- Louis-Henri-Scipion du Roure

## E
- Simone Evrard

## F
- Fabre
- Fainault ou Feneaux, sculpteur[65].
- Fargeot[9]
- Fauchard
- Fenau, membre en décembre 1793.
- Claude Fournier, dit l'Américain (1745, Auzon - 1825, Paris) distillateur à Saint-Domingue, puis militant de la section Théâtre-Français, présent dès le 12 février 1791[18]. Il quitte le Club au début de l'année 1792 pour le Club de la Vieille Monnaie, le rejoint en juillet 1792, le raye de ses membres en mai 1793[66] avant d'en être définitivement chassé lors de la séance du 12 décembre de la même année.
- Stanislas Fréron, rédacteur de l' Orateur du peuple, assure la présidence du Club.
- Jean Louis Fromantin, dit Duclos, menuisier de la rue des Boucheries, signataire d'un arrêté pour la défense de Marat le 12 février 1791[18].

## G
- Garrin ou Guarin, mentionné lors des séances du 1er janvier 1792 et du 31 août 1793.
- Jean-Pierre Gautruche, menuisier, volontaire du bataillon des Minimes, membre en décembre 1793.
- François Geoffrenet, arrêté pour avoir placardé un arrêté du Club en avril 1791.
- Nicolas-Joseph Gentil (1757, Attigny - 1795, Paris) menuisier[67], membre du comité d'insurrection du 10 mars 1793.
- Denis Gevrey (1742, Senecey - 1819, Chalon sur Saône) maître serrurier.
- Gillet
- René Girardin, homme de lettres, prononce un discours le 29 mai 1791[29]
- Giraud, accusateur public à Marseille, admis aux Cordeliers en 1794.
- Gobert, préside dès le 7 puis le 20 mai, le 4 octobre, le 20 décembre 1793, vice-président en février 1794[68] et arrêté en mars 1794.
- Gosse, menuisier.
- Guillemau, signataire d'un arrêté pour la défense de Marat le 12 février 1791[18].
- Louis-Marie Guillaume, secrétaire le 20 décembre 1793.
- Guillaumin dit le Jeune, secrétaire le 7[69] et le 20 décembre 1793[70].

## H
- François Hanriot ou Henriot, général de la Garde nationale parisienne
- Haré, signataire d'un arrêté pour la défense de Marat le 12 février 1791[9].
- François Hardy, proche de Vincent et Ronsin, agent du conseil exécutif, commissaire de l'armée des Pyrénées[71].
- Pierre-Nicolas Hazard (1750, Paris), professeur de mathématiques
- Jacques-René Hébert (1757, Alençon - 1794, Paris), président le 7 avril, le 15 juillet 1792.
- Hénon, membre à la fin de l'année 1794.
- Hertereau
- Hirault, signataire d'un arrêté pour la défense de Marat le 12 février 1791[9].
- Husson, bijoutier, élu comme secrétaire les 19 septembre 1793 et le 18 septembre 1794.

## J
- Jean-Baptiste Jamard, président par intérim en novembre 1792, toujours membre en décembre 1793[57].
- Jame, signataire d'un arrêté pour la défense de Marat le 12 février 1791[9].
- Jarry, fait son entrée au Club le 17 mars 1794[2].
- Jeudy de l'Houmaud, médecin naturaliste, présent aux séances du Club en février 1794[72].
- Charles René Sébastien Julian, voir Carentan.
- Julien ou Jullien dit de Paris, peintre en porcelaine, commissaire du Club en juillet 1793, puis receveur des droits à Rochefort.
- Alexandre-Pierre Julienne de Belair (1747 -1819), signataire d'un avis publié par les Cordeliers en juin 1791.

## K
- Charles Kaiser, grenadier, volontaire du bataillon des Carmes, l'un des signataires du bail de la rue Dauphine en mai 1791[12].
- Ignace Kolly, le jeune (Fribourg), arrivé à Paris vers 1787, instituteur.

## L
- Jean La Poype (1758 - 1851), général, maréchal de camp
- La Barrere
- Laboureau, médécin, premier commis au conseil de santé[1].
- Labourne
- Lacroix, proche de Vincent, exclu de la section des Cordeliers en
- Lacaille, membre en aout 1794 après l'épuration.
- Lafitte, avocat, membre fondateur.
- Laforgue, dentiste, assure le secrétariat le 28 septembre 1790
- Lafosse, membre en 1793
- Lalouette, membre en 1793
- Laloume, signataire d'un arrêté pour la défense de Marat le 12 février 1791[18].
- Lamarche, parfumeur, électeur de la section du Théâtre-Français.
- François Xavier Lanthenas, membre en juin 1792.
- Jacques Larcher
- François Lawalle dit Lawalle L'Écuyer (1747, Metz), compositeur et marchand de musique de la section du section Théâtre-Français, assure le secrétariat le 29 mai 1791, puis la présidence le 18[73] et le 30 juin 1791.
- René-François Lebois (1769), pamphlétaire proche de Momoro et imprimeur de la section du Luxembourg, préside les 11 février et le 8 octobre 1792. Continuateur avec Chasles de l' Ami du Peuple en 1794 puis d'un nouveau Père Duchesne en 1799.
- Claude Lebois ou Leboîs (1756, Dijon), avocat au Parlement de Dijon[74], arrivé à Paris en 1787, de la section du Théâtre-Français, Cordelier influent, secrétaire le 18 novembre 1790, commissaire le 29 mai 1791, président le 2 et le 4 aout 1791[75].
- Le Bois, peut-être le précédent, président provisoire le 26 juillet 1790 dans la salle de danse de Cirez[76].
- Remy ou Rémi Lecinque (1744, Nancy - 1794, Paris), secrétaire de Mirbeck, puis employé au département de Paris proche de Momoro, section Marat.
- Amand Hubert Leclerc (1749, Cany - 1793, Paris), archiviste de l'évêché de Beauvais, chef de division au bureau de la Guerre. Exclu des Jacobins.
- Aubin-Marcel Leclerc, négociant, ancien commissaire du district des Cordeliers
- Étienne-Pierre Leclerc, membre de la Commune de Paris.
- Jean-Théophile Victor Leclerc (1771, Montbrisson), garde nationale
- Théophile Leclerc dit Leclerc de Lyon (1771, Lézigneux - 1824),
- Adam-Joseph Kuhn dit Lecomte (1740), tailleur de la section des Quatre-Nations, commandant en second du bataillon de l'Unité[77].
- Jean Lecreps (1754, Calvados), cuisinier, marchand linger, section du Bonnet-Rouge, employé au Bureau de la Guerre[78]
- Lefebre, signataire d'un arrêté pour la défense de Marat le 12 février 1791[9].
- Lefranc, grenadier
- Louis Legendre (1752, Versailles - 1797, Paris), artisan boucher, préside en janvier, puis le 12 et le 25 février, puis le 22 et le 27 mars 1791.
- Legros
- Lemoyne, signataire d'un arrêté pour la défense de Marat le 12 février 1791[18].
- Michel-Julien Mathieu dit Lépidor ou Lépidor père (1740 - ?), homme de lettres, secrétaire du Chevalier de Luxembourg en 1781, représentant de la Commune et président de la section des Invalides, membre fondateur.
- François-Paul Lepreux (1729, Paris - 1800, Paris), maître vitrier, membre en mai 1791.
- Théodore Le Sueur, avocat, assure le secrétariat en 1790.
- Julien Leroy dit Eglator, section des Invalides, économe de la maison nationale de Bicêtre puis instituteur, proche de Ronsin et d'Hébert, menacé de déportation en 1801, placé sous surveillance à Nantes.
- Lettelier ou Le Tellier, préside le 21 aout 1794.
- Jean Louis Letrone ou Letronne, employé, puis graveur[1], de la section de la Maison-Commune, président le 31 aout 1793, les 18 et 21 septembre 1794[60].
- Frédéric Lindberg (1775, Stockholm), secrétaire en mars 1793[79]
- Simon-Nicolas Linguet (1736), quitte le Club en juillet 1790
- Jean-Baptiste Loyer ou Lohier (1737 - 1795), épicier[1], membre du comité révolutionnaire de la section Marat en 1793[80].
- Lubin[1], juge de paix.

## M
- Machaut, commissaire du Club le 7 avril 1792[81].
- Jean-Louis Macloud, cordonnier, signataire d'un arrêté pour la défense de Marat le 12 février 1791[18].
- Madoine signataire d'un arrêté pour la défense de Marat le 12 février 1791[18].
- Mahier, membre fondateur
- Étienne Jean Baptiste Maillard, marchand fourreur, préside en 1791, signataire d'un arrêté pour la défense de Marat le 12 février 1791[18].
- Louis Mallebé de Lamarche, parfumeur
- Mallez, signataire d'un arrêté pour la défense de Marat le 12 février 1791[18].
- Jean Gratien Alexandre Petit Mamin (1763, Bordeaux - Anjouan, 1802)[82].
- Michel-Philippe dit Théophile Mandar[83], homme de lettre de la section du Temple, assure le secrétariat le 9 juillet 1791.
- Marchand, employé au ministère de la Guerre[84].
- Georges Martin (1765), commis au bureau de la Guerre sous Vincent jusqu'en août 1793, limonadier à Paris, exclu du Club par Vincent, Husson et Sandos pour avoir donné l'alarme lors de la fermeture des barrières de Paris.
- François Massoulard-Mafran ou de Maffrand ou Masfrand (1774, Bellac, Haute-Vienne - 1846, Le Dorat, Haute-Vienne), prêtre[85] constitutionnel[86], préfet apostolique du Sénégal de 1781 à 1782[87], membre dès mai 1791, assure la présidence le 26 mai 1794. Auteur d'une Réponse à La Harpe, ex-académicien, par François Massoulard, républicain, en août 1795.
- Pierre Auguste Mauger
- Mayeux
- Albert Mazuel (1765, Lyon - 1794, Paris), cordonnier, brodeur, aide de camp de Bouchotte.
- Medrar, commissaire du club en décembre 1793.
- Jean-Baptiste Mills, député de Saint-Domingue, admis le 20 février 1794.
- Minnet, membre en aout 1794 après l'épuration.
- Antoine-François Momoro ou Monmoro (1755, Besançon - 1794, Paris), imprimeur-libraire de la section Théâtre-Français, secrétaire le 22 février et le 22 mars 1791, président le 17 février et le 12 décembre 1793.
- Monin ou Magnin, membre en mars 1793[88]
- Charles-Prosper Montessuit, secrétaire à l'administration de la police[89].
- Guillaume-Michel Moulin (1775, Saint Scholaste), menuisier puis chef de la gendarmerie, signataire d'un arrêté pour la défense de Marat le 12 février 1791[9], l'un des signataires du bail de la rue Dauphine en mai 1791[12].
- Jean-Baptiste Musquinet de Saint-Félix (1744 - 1811), commissaire de la Commune de Paris.

## N
- Naud, assure le secrétariat le 7 avril 1792.

## P
- Pacaud
- Emmanuel Pairon, signataire d'un arrêté pour la défense de Marat le 12 février 1791[9].
- Palliez, membre en aout 1794 après l'épuration.
- Jean-Charles Panet, marchand, signataire d'un arrêté pour la défense de Marat le 12 février 1791[9].
- Jean Paquette ou Paquotte (1747, Troyes - 1794, Paris), ciseleur sur métaux de la section des Quatre-Nations, signataire d'un arrêté pour la défense de Marat le 12 février 1791[18], membre de la Commune de Paris en 1794.
- Jean-Paul Parant (1763, Fontenay-sous-Bois), horloger.
- Perrusse, signataire d'un arrêté pour la défense de Marat le 12 février 1791[9].
- Auguste-Pacifique Peyre (1743, Avignon - 1796, Aigues-Mortes), avocat puis général de brigade, assure la présidence les 28 janvier, 22 mars, 10 avril et 9 juillet 1791.
- Philippeaux, rayé de la liste des membres le 26 janvier 1794.
- Michel Piquenot ou Picquenot (1747, Montville - 1814) graveur puis commissaire aux accaparements de la section du Panthéon-Français.
- Pretot ou Prestot[1], membre exclu pour avoir dénoncé Hébert après son arrestation[90] mais réintégré lors de la séance du 22 mars 1794[91].
- Provant, lieutenant des canonniers du bataillon Saint-Nicholas.

## R
- Rault, commissaire le 12 décembre 1793 dans l'affaire Fournier.
- Rech, signataire d'un arrêté pour la défense de Marat le 12 février 1791[9].
- Regnault
- Renner
- Richard l'aîné, blanchisseur soupçonné d'être un agent du club des Cordeliers lors de la fusillade du Champ-de-Mars, perquisitionné le 24 juillet 1791.
- Richard, commissaire du Conseil exécutif envoyé à Lille par Buchotte.
- François Robert (1763, Liège -1826, Bruxelles), avocat, journaliste,fournisseur aux armées, préside le Club en avril 1791 et le quitte en 1792.
- Rohaut, membre en aout 1794 après l'épuration.
- Émile Rondet, président provisoire le 1er mai 1793
- Charles-Philippe-Henri Ronsin, (1751, Soissons - 1794, Paris), dramaturge puis général.
- Jean Rossignol, orfèvre, président le 20 aout 1793 quitte le Club à la fin de cette même l'année.
- Jean-Baptiste Rotondo (1749, Fallavecchia - 1812), maître de langues, défendu par le Club[92].
- François Roullier ou Rhulier (Sommentier, Suisse), marchand de vin, membre fondateur. Fondateur du Club helvétique.
- Jean Roullier, dit le jeune
- Alexandre Rousselin Corbeau
- Antoine Roussillon (1752 -1798), naturaliste, chirurgien de la Marine puis canonnier de la section du Théâtre-Français (Marseille), préside le Club les 11 et 27 juin 1793.
- Jacques Roux (1752 - 1793) ex-vicaire de Saint-Nicolas-des-Champs, présent dès avril 1791, exclu du Club le 30 juin 1793.
- Joseph Stanislas Rovère dit Béziers, (1748, Bonnieux - 1798, Guyane), assure le secrétariat du Club en juin 1793.
- Royer, signataire d'un arrêté pour la défense de Marat le 12 février 1791[18].
- Royolle, membre en juillet 1791.
- Henri Ruault, ancien membre du district des Cordeliers en 1790, membre dès avril 1791[93] sans doute le frère cadet de Nicolas Ruault[94].
- Jean-Jacques Rutledge ou Rutlidge[95]	(1742, Dunkerque - 1794, Paris), dramaturge, journaliste, assure le secrétariat avec Momoro le 20 et le 24 avril, le 6 et le 15 mai 1791, nommé orateur du Club auprès des Jacobins puis occupe la présidence avant son départ avec une vingtaine de membres, pour le club dissident dit de la Vieille Monnaie en décembre 1791.

## S
- Sachs ou Sachy, signataire d'un arrêté pour la défense de Marat le 12 février 1791[9].
- Jean-Bapstiste Saint-Félix (Musquinet de), voir Musquinet.
- Raimond Sainties, Santy ou Senties (Grenoble) imprimeur présent à Paris dès 1790[96], délégué du district des Cordeliers près de l'Assemblée en janvier 1790, secrétaire en mars et en juillet 1791, rédacteur avec Momoro du Journal du Club des Cordeliers à partir de 1791. Certains documents du club indiquent « J. Senties » qui pourrait soit le désigner soit désigner son oncle, Joseph Senties (1756-1814), fonctionnaire toulousain, administrateur de loterie et auteur de romans populaires tels que Les doléances des dames de la Halle (1789), Les Joueurs ou le Nouveau Stukéli et La Pauvre Orpheline, ou la force du préjugé(1807) tous publiés anonymement.
- Salbert, commissaire du Club le 7 avril 1792[81].
- Salvar, secrétaire le 20 mai 1793.
- André « Scævola » Sandos, officier de paix, président du Club le 16 avril 1794 après l'arrestation de Momoro, puis de Gobert et Chesnaux.
- Louis David Sandoz dit Scévola (1760, Genève -Paris, 1796), graveur et imprimeur, puis lieutenant des canonniers dans la compagnie de l'Unité.
- Antoine Joseph Santerre (1752, Paris - 1809, Paris), brasseur puis général, présent en juillet 1791.
- Scelevair ou Scelavair, membre en aout 1794 après l'épuration.
- Louis Sentex[97] ou Saintex (1753, Condom[98]), médecin et traducteur, secrétaire du district des Cordeliers proche de Danton, présenté aux Jacobins le 2 octobre 1792 par Dufourny comme l'un des fondateurs de la Société des Droits de l'Homme, puis commissaire du Conseil exécutif de Normandie en 1792, juré suppléant au Tribunal révolutionnaire et également membre des Jacobins en 1793[99].
- Antoine Louis François Sergent, dit Sergent-Marceau, graveur
- Sollier, signataire d'un arrêté pour la défense de Marat le 12 février 1791[9].
- Pierre Sombret[13] (1767 - 1832).

## T
- Taracot, membre en février 1791.
- Tattegrain, boucher signataire d'un arrêté pour la défense de Marat le 12 février 1791[9].
- Terme, membre en février 1791[9] et toujours en aout 1794 après l'épuration.
- Pierre-François Tissot[100]
- Jean-Baptiste-Guillaume-Antoine Tourillon[101], épicier en 1791, électeur de la section du Théâtre-Français.

## V
- Jacques-Louis Vachard (1752, Paris), ancien marin, colporteur de l'Ami du Peuple, président de la Société des Indigents, signataire de la pétition du 17 juillet, membre entre juillet 1791 et septembre 1792, puis administrateur du département de Paris.
- Léonard Noël Vaquier, membre à la fin de l'année 1794.
- Jean-François Varlet dit Varlet-Libre (1754, Paris - 1837) employé aux Postes, pamphlétaire.
- Claude-Remy Verrières ou Buirette de Verrières (1749, Verrières - 1793, Bruxelles) avocat, colonel en chef de la gendarmerie, secrétaire en février 1791, l'un des fondateurs du Club.
- François-Nicolas Vincent (1767, Paris - 1794, Paris) clerc de notaire, commissaire de l’armée, assure le secrétariat le 6 et le 12 février, le 22 mars, le 17 avril, le 6 et le 15 et le 30 mai 1791. Commissaire du Club le 7 avril 1792.
- Jean-Guillaume Virchaux (1739, Saint-Blaise), imprimeur, secrétaire en 1791.
- Volland, libraire[1].

## W
- Warmé[1].